# 31 Grad im Schatten
31 Grad im Schatten (Originaltitel: Ninety Degrees in the Shade) ist ein tschechoslowakisch-britischer Spielfilm von Jiří Weiss aus dem Jahr 1965 mit Anne Heywood und James Booth in den Hauptrollen. Im deutschen Sprachraum kam der Streifen das erste Mal im Juni 1965 in die Kinos. Die Außenaufnahmen entstanden in Prag, dem Schauplatz des Films, und die Innenaufnahmen in den Barrandov Studios dieser Stadt.

## Handlung
Der Wirtschaftsprüfer Kurka stellt in einem genossenschaftlichen Delikatessengeschäft Unterschlagungen fest. Der Verdacht fällt auf Alena, die Assistentin des Geschäftsführers Varell. Doch nicht sie, sondern Varell, der auch ihr Geliebter ist, ist der eigentlich Schuldige. Sie bringt es nicht fertig, die Wahrheit zu sagen, obwohl sie schließlich entschlossen ist, Kurka einen Hinweis zu geben, weil Varell ihr in keiner Weise hilft. Als sie aber Kurka in seiner Wohnung aufsucht, weichen beide hilflos einem klärenden Gespräch aus, als Kurkas Frau Zeugin ihrer Unterhaltung wird und aus Alenas Verhalten der Verdacht eines Rendezvous spricht.
Alena geht in den Tod, weil sie bei keinem mehr Verständnis für ihre Lage erwartet. Als es für Alena schon zu spät ist, ahnt Kurka die wahren Zusammenhänge. Trotzdem bringt er es nicht fertig, Varell seine Schuld auf den Kopf zuzusagen, weil er Rücksicht auf dessen Familie nehmen will.
Am Ende des Films beobachtet Kurka, wie Varell bereits mit einer neuen Assistentin, die an die Stelle der toten Alena tritt, zu flirten beginnt. Ein neues Liebesverhältnis bahnt sich an. Das alte Spiel beginnt wieder von Neuem.

## Kritik
„Die tschechoslowakisch-britische Gemeinschaftsproduktion zeichnet sich trotz der konventionellen Darstellung des Falls durch eine sorgfältige Charakterisierung der Menschen und Situationen aus, so daß der Film zu einem erhellenden Spiegel menschlicher Verhaltensweisen wird und deshalb Erwachsenen empfohlen werden kann.“

## Auszeichnung
1966 gewann der Film den Golden Globe Award als Bester ausländischer Film in englischer Sprache.